# Allyson Araújo dos Santos
Allyson Araujo Santos, född 28 januari 1982 i Aracaju, är en brasiliansk fotbollsspelare som sedan 2013 spelar i FK Baku. Allyson Araújo Santos är försvarare. 